# پارک هیلز (میزوری)
پارک هیلز (به انگلیسی: Park Hills) یک شهر در ایالات متحده آمریکا است که در شهرستان سنت فرانسوا، میزوری واقع شده‌است. پارک هیلز ۵۲٫۸۹ کیلومتر مربع مساحت و ۸٬۷۵۹ نفر جمعیت دارد و ۲۲۵٫۵ متر بالاتر از سطح دریا واقع شده‌است.